# 岡潤一郎
岡 潤一郎（おか じゅんいちろう、1968年12月7日 - 1993年2月16日）は日本中央競馬会の元騎手。
北海道様似郡様似町出身。愛称は「ジュンペー」。

## 来歴
北海道浦河高等学校を中途退学後に競馬学校に入学。1988年に栗東トレーニングセンターの安藤正敏厩舎所属の騎手としてデビュー。同期にはダイタクヘリオスの主戦騎手だった岸滋彦や内田浩一らがいた。3月5日の阪神競馬第2競走のダイタクゲニーで初騎乗（7着）。3月20日の阪神競馬第12競走のトーヨーシンゲキで初勝利（17戦目）。同年に44勝を挙げJRA賞最優秀新人賞を獲得した。
翌1989年も46勝を挙げるなど活躍。この年の6月18日の札幌競馬で5連続騎乗勝利を挙げた。これは2005年11月5日に横山典弘が6連続騎乗勝利を挙げるまでJRA記録として残っていた。
1990年、ユートジョージに騎乗したNHK杯で初重賞制覇。また同年の宝塚記念ではオグリキャップに騎乗したが2着。翌1991年リンデンリリーでエリザベス女王杯を制し初めてのGIタイトルを獲得。しかしゴール入線後に馬が故障し、愛馬のいない中での表彰式となった。また、結果的にはこれが生涯唯一のGI勝利ともなった。
1993年1月30日の京都競馬第7競走4歳新馬戦（芝2000m）でオギジーニアスに騎乗。4コーナーで同馬が左後脚に故障（予後不良診断で安楽死処分）を発生し、バランスを崩して馬が転倒するとともに落馬した。その転落の際にヘルメットがずれ、ヘルメットのない頭部を後続のシリウスギンガの脚が直撃した。
救急搬送されたものの、外傷性くも膜下出血、頭蓋骨骨折、脳挫傷、脳内出血により意識不明の重体に陥る。その後肺炎を併発して39度の高熱を発し、2月16日、12時57分に死去した。24歳没。
中央競馬における競走中の落馬による殉職事故は、1992年9月19日の中山競馬第11競走で落馬し、5日後の同月24日に死亡した玉ノ井健志（20歳没）の事例以来で、岡はそれに続く18人目の殉職者となった。告別式は競馬ファンにも開放され、多数の弔問者が訪れていた。
落馬事故の数日前に東海テレビで放送された『チャレンジ!名古屋競馬』という地方競馬の情報番組で名古屋競馬場に遠征するJRA騎手として受けたインタビューが生前最後の映像となった。
わずか5年余りの騎手生活での通算勝利数が225勝（年平均約45勝）に上り、今日でも「武豊のライバルに成り得る騎手であった」と一部で評価されている。安藤厩舎に所属した川島信二は岡の死後、「彼のような騎手になれ」と安藤から岡の形見のムチを託され、岡のムチを使って初勝利し、現在はお守りとして所有している。
1994年4月25日、競馬学校同期生の菊沢隆徳が結婚式を挙げた。その際、招かれた騎手達の席の中には、前年に亡くなった岡の席が設けられていた。

## 戦績
出典は特に明記がなければnetkeiba.comより。
- 通算成績：2177戦225勝（うち重賞5勝）
- 初騎乗：1988年3月5日・阪神2R・ダイタクゲニー（7着）
- 初勝利：1988年3月20日・阪神12R・トーヨーシンゲキ
- 重賞勝利

G1
- 1991年11月10日：エリザベス女王杯（リンデンリリー）

G2
- 1990年5月6日：NHK杯（ユートジョージ）
- 1990年11月10日：デイリー杯3歳ステークス（ノーザンドライバー）
- 1991年10月20日：関西テレビ放送賞ローズステークス（リンデンリリー）

G3
- 1991年3月3日：ペガサスステークス（ノーザンドライバー）

- 受賞歴：1988年・JRA最多勝利新人騎手[3]、中央競馬関西放送記者クラブ賞[4]

| 年度     | 平地競走 | 平地競走 | 平地競走 | 平地競走 | 平地競走 | 平地競走 | 平地競走 |
| 年度     | 1着      | 2着      | 3着      | 騎乗数   | 勝率     | 連対率   | 複勝率   |
| -------- | -------- | -------- | -------- | -------- | -------- | -------- | -------- |
| 1988年   | 44       | 41       | 45       | 399      | .110     | .213     | .324     |
| 1989年   | 46       | 47       | 41       | 461      | .100     | .202     | .289     |
| 1990年   | 43       | 42       | 49       | 407      | .106     | .209     | .327     |
| 1991年   | 46       | 35       | 51       | 422      | .109     | .192     | .312     |
| 1992年   | 46       | 48       | 48       | 453      | .102     | .208     | .313     |
| 1993年   | 0        | 6        | 0        | 35       | .000     | .171     | .171     |
| 通算成績 | 225      | 219      | 234      | 2177     | .103     | .204     | .311     |